# Клещева, Дарья Викторовна
Дарья Викторовна Клещева — (род. 9 мая 2000 года, Краснодар, Россия) — российская спортсменка (эстетическая гимнастика). Трехкратная чемпионка мира по эстетической гимнастике в зачете стран. Мастер спорта по эстетической гимнастике, кандидат в мастера спорта по художественной гимнастике.

## Биография
Начала заниматься художественной гимнастикой в 3 года.
Первые соревнования были в 5 лет, где заняла 1 место в городе, на протяжении 12 лет занимала призовые места на соревнованиях в крае. В 2012 году получила звание КМС по художественной гимнастике . В 2015 перешла в эстетическую гимнастику, в команду «Небеса». В 2016 в городе Ростов-на-Дону выиграла золото на Чемпионате ЮФО и СКФО.
В 2017 в Раменском(Москва) на Чемпионате России стала серебряным призером, так же стала чемпионкой ЮФО и СКФО в Сочи и серебряным призёром Кубка России.
В конце мая 2017 на Чемпионат мира в Хельсинки (Финляндия) получила золото в зачете стран.

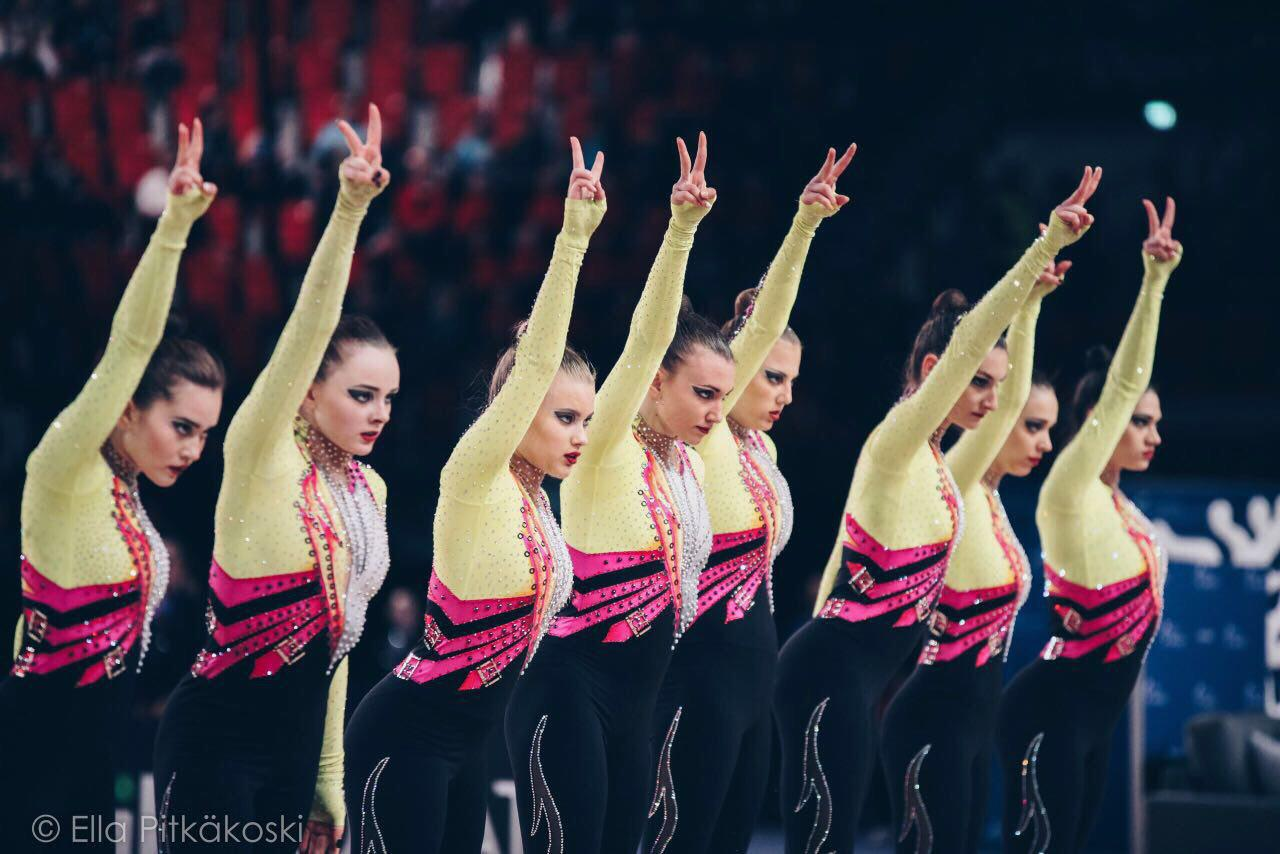
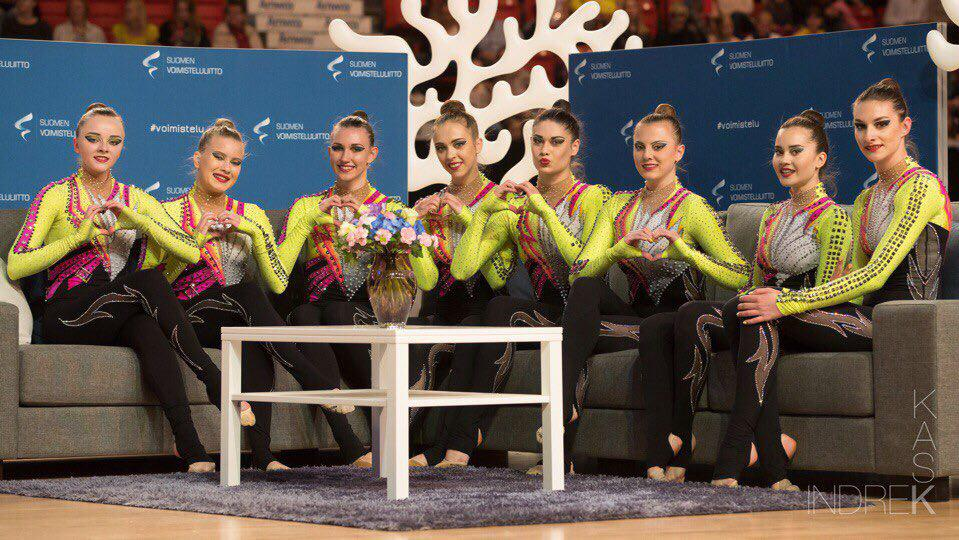
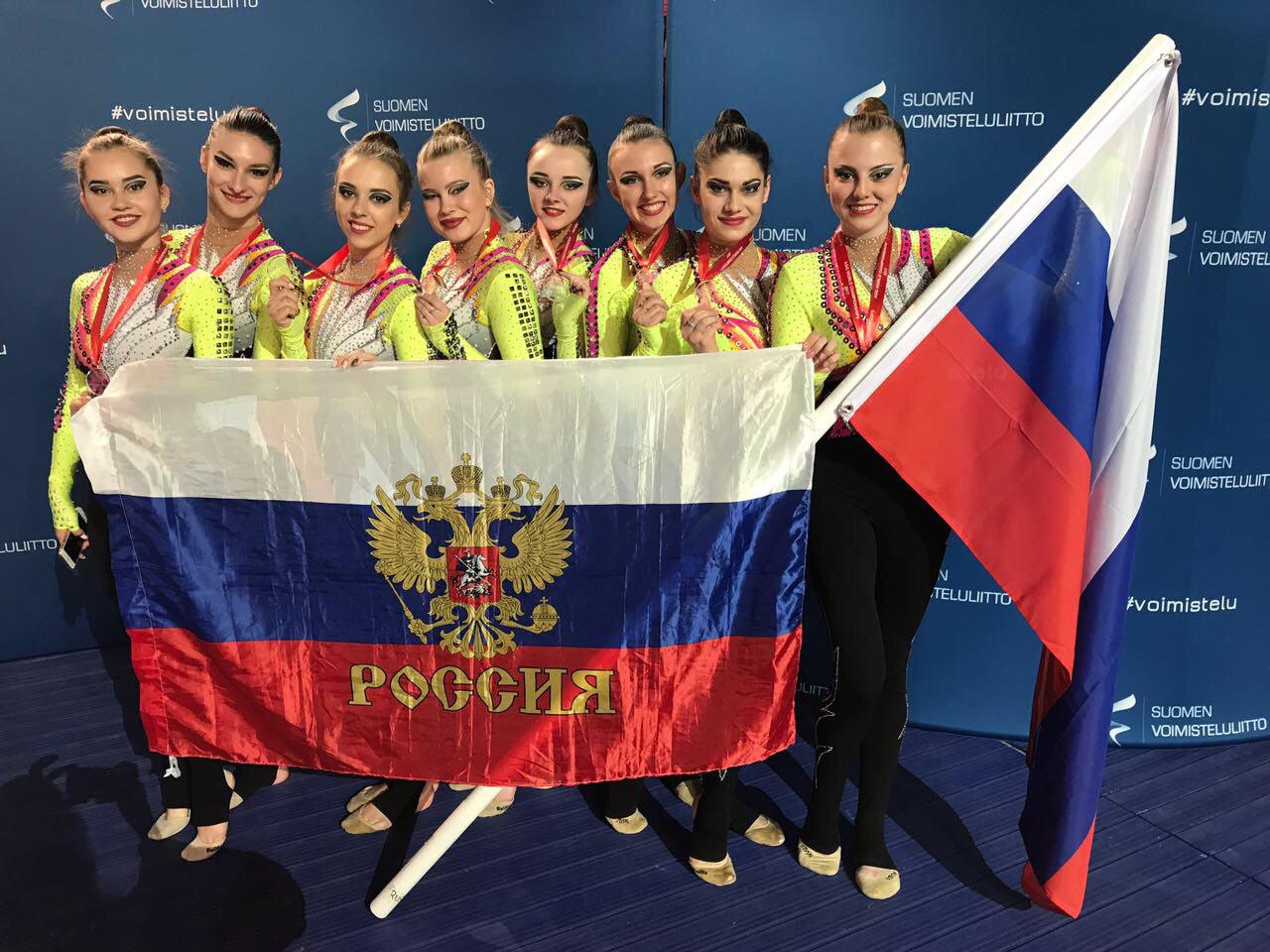
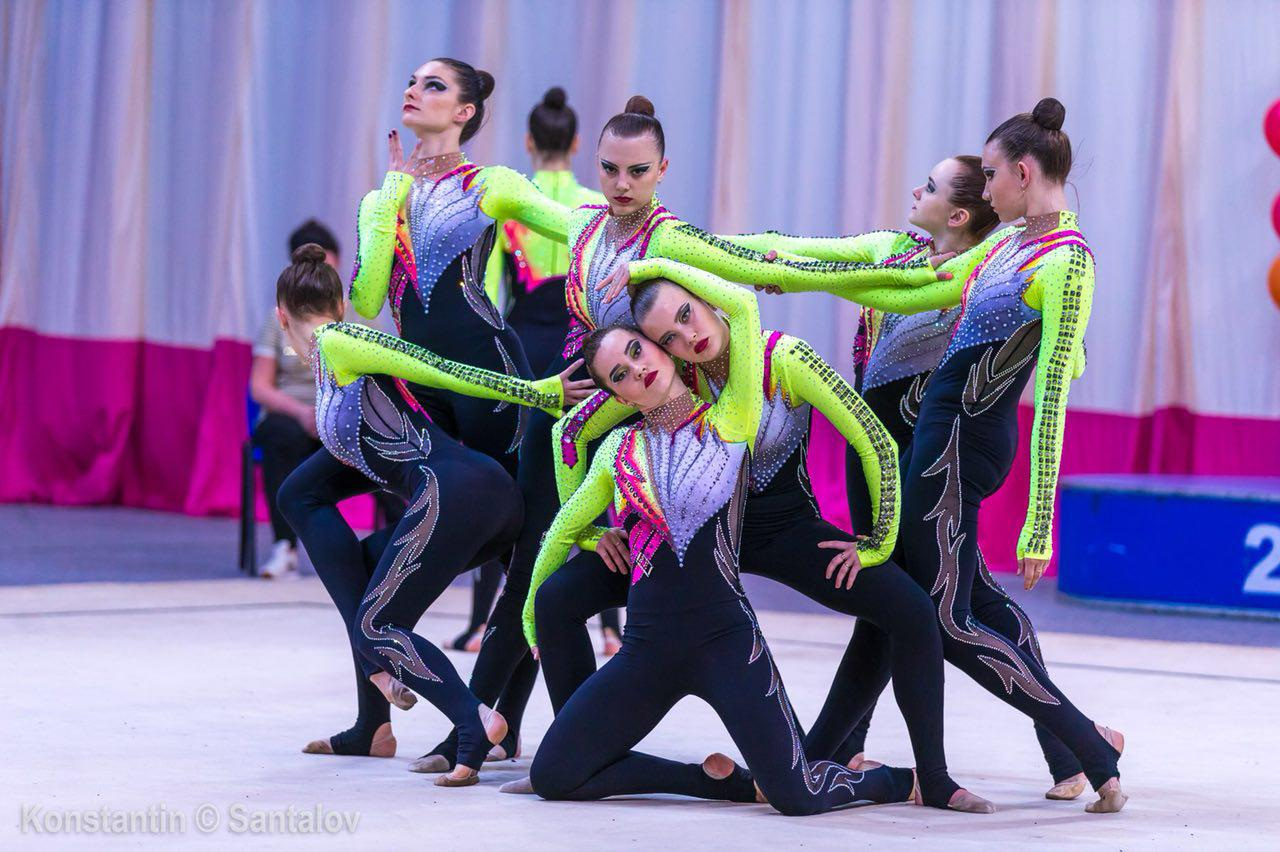
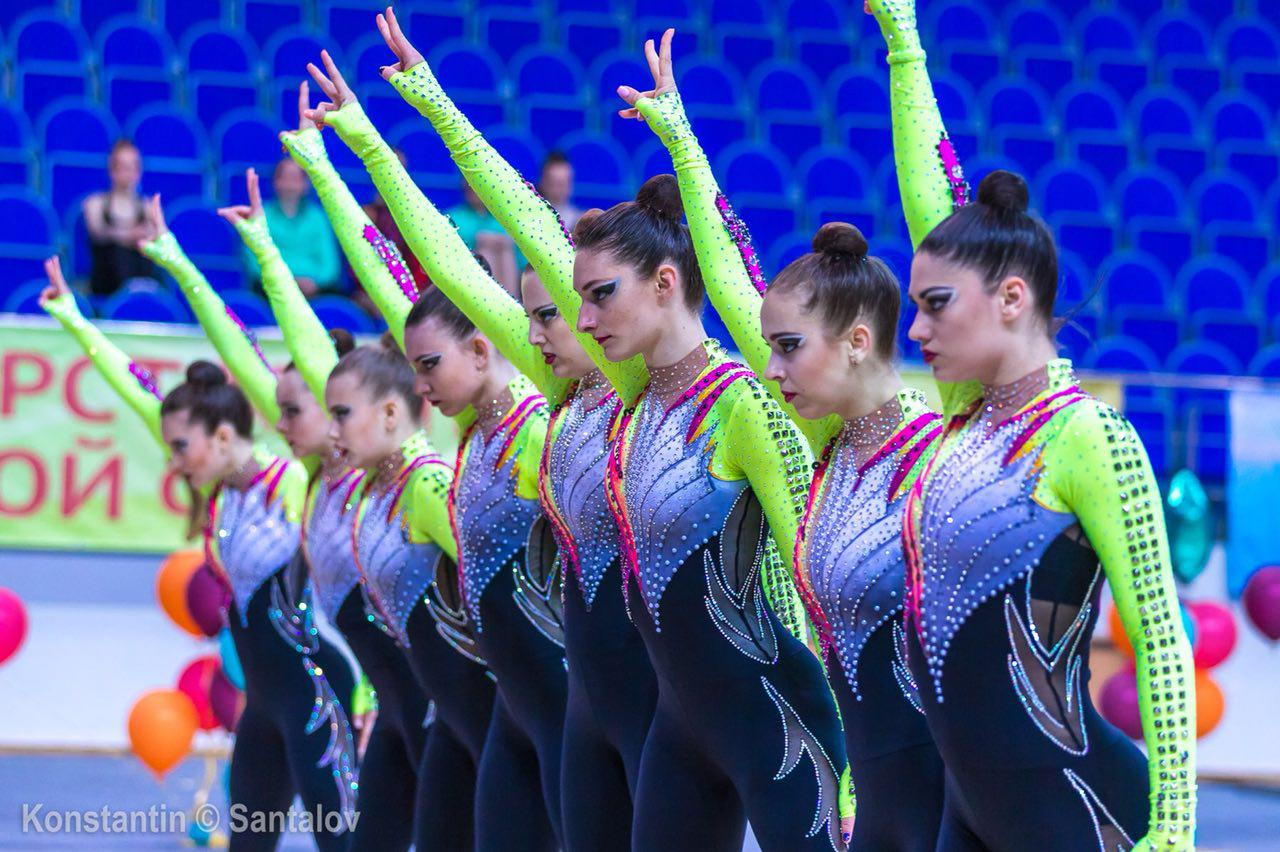